# Stari grad, Novo mesto
Stari grad pri Otočcu (nemško  Altenburg ) stoji v naselju Zagradu pri Otočcu na južnem pobočju Trške gore v  občini Novo mesto in je že več let v obnavljanju.

## Zgodovina
Grad je ime verjetno dobil po gradnji mlajšega gradu na Otočcu. To bi pomenilo, da začetki gradu segajo daleč nazaj v 12. stoletje. Stari grad (Altenburg) se v virih prvič omenja leta 1251. Zgradili so ga Oglejski patriarhi kot svojo najvzhodnejšo postojanko.  Gradnjo gradu so si ljudje razlagali z legendami, ena izmed njih govori da naj bi grad zgradil velikan Samson še pred Kristusom za zidanje naj bi uporabili morsko vodo, zato je zidovje še danes tako močno. Upravljali so ga vitezi Starograjski, v letih 1230–1232 je omenjen ministerial vitez Albert, po letu 1334, ko je rodbina izumrla, pa Širski vitez (von Scheyer) iz Soteske. Leta 1350 kot vest Altenburch, iz oglejskega fevda preide v last Ortenburžanov, po njih ga leta 1418 podedujejo Celjski grofje, in po njihovem izumrtju leta 1456 preide na Habsburžane. Bližnje naselje Šentpeter (Otočec) se leta 1360 omenja kot Sv. Peter pri Starem gradu, tudi pobuda za ustanovitev vikarijata v Št. Petru leta 1452 je prišla iz Starega gradu. Po Širskih je grad pridobil Peter pl. Obratschan, ki ga je leta 1447 tudi kupil. Ta rod je imel gospoščino do leta 1617, ko so izumrli, grad pa je podedoval Jurij pl. Hohenwarth. Stari grad je zatem hitro menjaval lastnike, saj ga je že leta 1635 kupil baron Jernej Valvasor in ga štiri leta kasneje prodal Gregorju pl. Matošiću Seethalu. Leta 1696 ga je kupil baron Mordachs, tri leta zatem pa je prešel v posest pl. Breckerfeldov. Družina Breckerfeld ga je posedovala daljše obdobje (1699–1806). Leta 1806 so kot lastniki gradu sledili italijanski grofje Margheri de Commandona, ki so stavbo med obema vojnama  (1931) podarili konventu usmiljenih bratov v Novem mestu. Med vojno je bil grad požgan, po njej pa prešel v last novomeške tovarne Krka, ki ga postopoma obnavlja.
Na vhodu v grad na desni strani je bila do požiga grajska kapela Matere Božje. Prav tako je stala kapela na sadnem vrtu nad gradom katere ostanki zidu so še danes vidni. Od leta 1692 do 1773 so znani tudi duhovniki, ki so delovali na gradu. Imenovali so se grajski kaplani.
Stari grad je predmet mnogih legend in zgodb iz časa turških vpadov in časa tlačanstva, npr. njiva pod gradom je dobila ime "Na krivici" ker so kmete vpregali v plug dokler ni grajska gospa izprosila gospodarja naj jih ne vprega več ker se ubogemu kmetu krica godi; v kleti je po legendi zakopana kad z denarjem, ki jo varuje sam vrag itd.